# Trosbyfjorden
Trosbyfjorden er en fjord der ligger  helt mod syd i Bamble kommune i Vestfold og Telemark fylke i Norge. Den er lidt over 2 km fra indløbet mellem Kjønnøya og Rødlandet på fastlandet ind til Trosby. 
Ifølge et gammelt sagn, skal området ved Trosby have været beboet af et innvandret folkeslag fra Sortehavs-området. 
I den vestlige del af fjorden ligger Sandvika og Sekkekilen. Her lå en havn, som formentlig var hjemsted for norske  kaperskibe (sørøvere)  under napoleonskrigene i begyndelsen af 1800-talet. På denne tid var Danmark-Norge allieret med Frankrig og svenske og britiske skibe havde dannet blokader langs norskekysten. Rige familier finansierede da bygning af norske kaperskibe for at angribe  svenske og britiske handelsskibe i Skagerrak og Nordsøen. Havnen i Trosbyfjorden havde træstokke under vandoverfladen for at hindre fjendtlige skibe i nå ind i fjorden.
Trosbyfjorden  har gode  og og  mangfoldige fiskerressourcer.